# Papilio cyproeofila
Papilio cyproeofila är en fjärilsart som beskrevs av Butler 1868. Papilio cyproeofila ingår i släktet Papilio och familjen riddarfjärilar. IUCN kategoriserar arten globalt som livskraftig. Inga underarter finns listade i Catalogue of Life.

## Bildgalleri

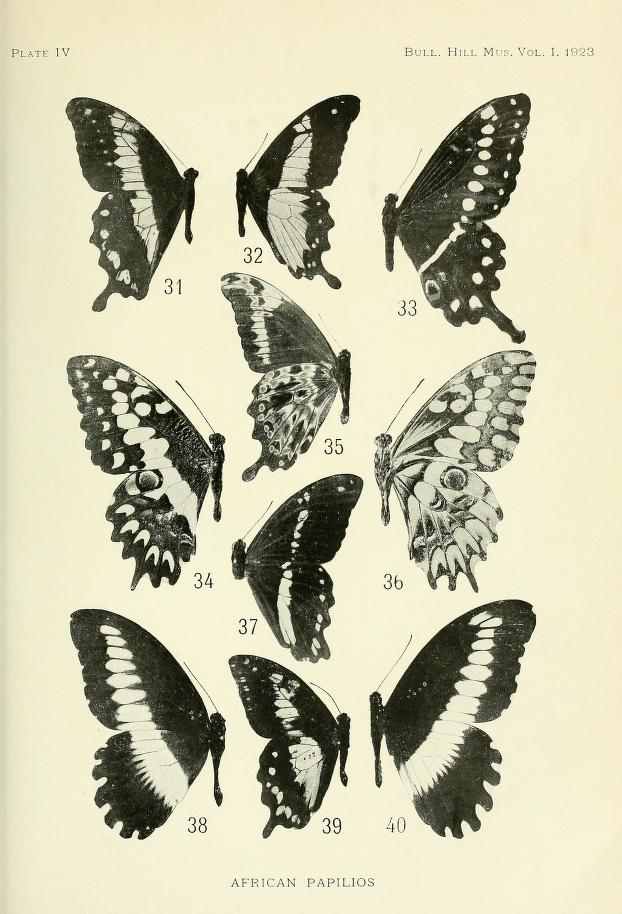